# Hornyán
Hornyán (szlovákul Horňany) község Szlovákiában, a Trencséni kerületben, a Trencséni járásban.

## Fekvése
Trencséntől 21 km-re délkeletre fekszik.

## Története
1352-ben „Hornyan” néven említik először. 1433-ban „Hornian”, 1598-ban „Hornian” alakban szerepel az írott forrásokban. A trencséni váruradalomhoz tartozott, később a Dezsericki család és mások birtoka volt. Miután lakói a husziták elől elmenekültek, a német jog alapján telepítették újra. 1598-ban malom és 24 porta állt a településen. 1720-ban 9 adózó portája volt. 1784-ben 33 házában 50 családban 335 lakos élt. A báni uradalomhoz tartozott.
A 18. század végén Vályi András így ír róla: „HORNYÁN. Tót falu Trentsén Várm. földes Ura G. Illésházy Uraság, lakosai katolikusok, fekszik Farkaska mellett, Babotnak filiája, földgye jó, legelője elég, és réttye is, piatzozása közel.”
1828-ban 34 háza és 405 lakosa volt, akik mezőgazdasággal, fuvarozással foglalkoztak. A 19. században fűrésztelepe működött.
Fényes Elek 1851-ben kiadott geográfiai szótárában így ír a faluról: „Hornyán, tót falu, Trencsén-, most A.-Nyitra vmegyében, 335 kath., 4 zsidó lak., fiók kath. templom. A báni urad. tartozik. Ut. p. Nyitra Zsámbokrét.”
A trianoni békéig Trencsén vármegye Báni járásához tartozott.

## Népessége
| Év:            | 1994. | 2004.   | 2014.    | 2024.   |
| -------------- | ----- | ------- | -------- | ------- |
| Emberek száma: | 384   | 399     | 451      | 427     |
| Eltérés:       |       | +3,90 % | +13,03 % | -5,32 % |

| Év:            | 2023. | 2024.   |
| -------------- | ----- | ------- |
| Emberek száma: | 424   | 427     |
| Eltérés:       |       | +0,70 % |

1880-ban 390 lakosából 315 szlovák, 34 német, 5 magyar és 17 egyéb anyanyelvű, illetve 19 csecsemő volt. Ebből 362 római katolikus, 16 zsidó és 12 evangélikus vallású.
1910-ben 503 lakosából 480 szlovák, 12 német és 11 magyar anyanyelvű volt.
2001-ben 431 lakosából 424 szlovák volt.
2011-ben 440 lakosából 405 szlovák, 2 cseh, 1 magyar és 32 ismeretlen nemzetiségű volt.

## Nevezetességei

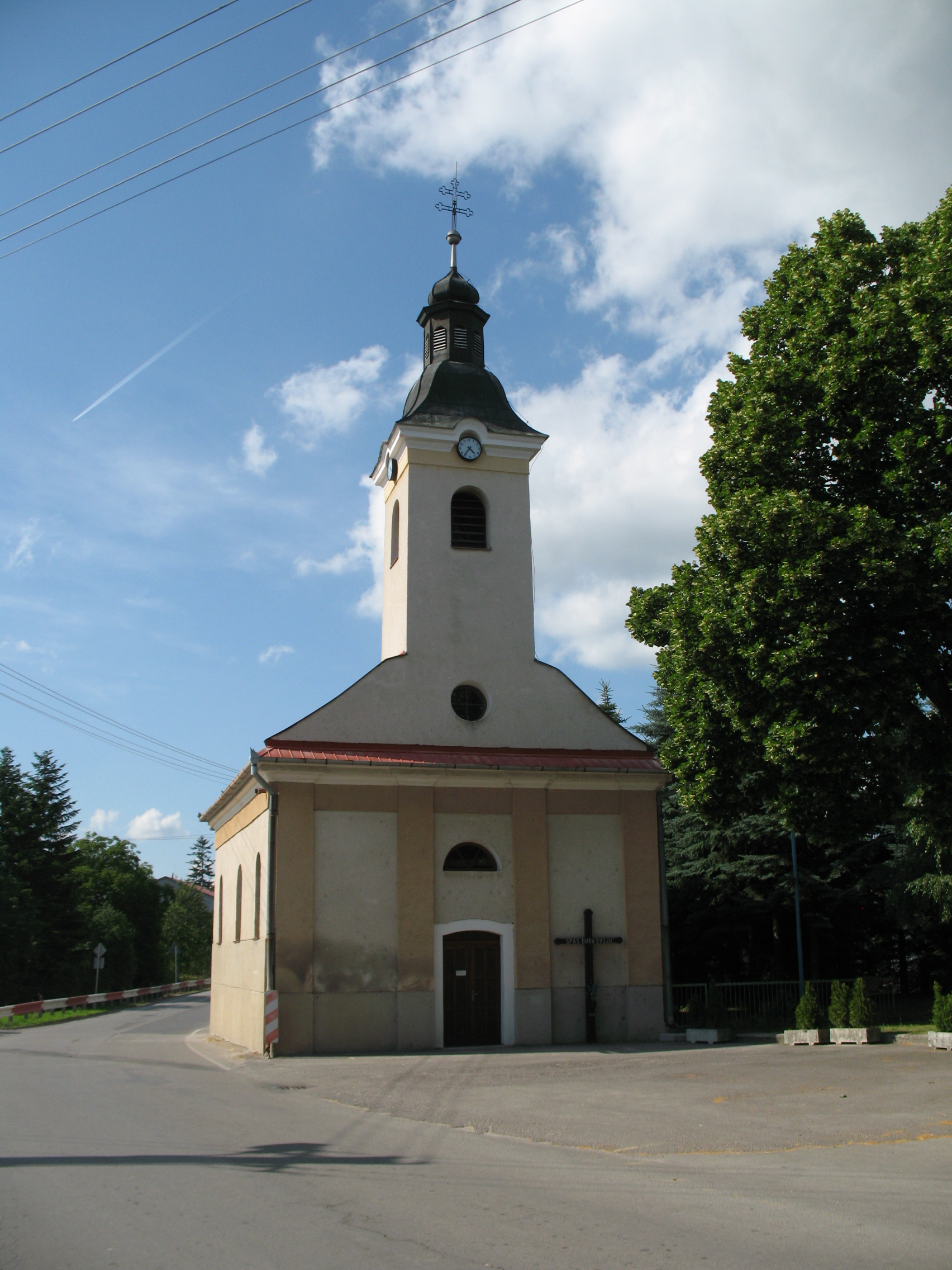

- Római katolikus temploma a 19. század elején épült klasszicista stílusban.

## Külső hivatkozások
- Községinfó
- Hornyán Szlovákia térképén
- E-obce.sk